# مصطفی خرامان
مصطفی خرامان (متولد ۱۳۳۴) نویسنده ایرانی ادبیات کودک و نوجوان است. او برای نگارش دو کتاب کلاه حصیری و به جای دیگری دو بار برندهٔ جایزهٔ کتاب سال ایران شد. او همچنین از داوران جایزه کتاب سال جمهوری اسلامی ایران و جایزه حبیب غنی‌پور است. بیش از چهل عنوان رمان و داستان کوتاه از او منتشر شده‌است.